# Necer Sereni
Necer Sereni (hebrejsky נֵצֶר סֶרֶנִי, doslova „Sereniho výhonek“, v oficiálním přepisu do angličtiny Nezer Sereni, přepisováno též Netzer Sereni) je vesnice typu kibuc v Izraeli, v Centrálním distriktu, v Oblastní radě Gezer.

## Geografie
Leží v nadmořské výšce 65 metrů v hustě osídlené a zemědělsky intenzivně využívané pobřežní nížině, na jihovýchodním okraji aglomerace Tel Avivu.
Obec se nachází 11 kilometrů od břehu Středozemního moře, cca 17 kilometrů jihovýchodně od centra Tel Avivu, cca 42 kilometrů severozápadně od historického jádra Jeruzalému a 4 kilometry jihovýchodně od města Rišon le-Cijon. Kibuc leží nedaleko východního okraje města Nes Cijona. Necer Sereni obývají Židé, přičemž osídlení v tomto regionu je etnicky převážně židovské. Pouze ve městech Lod a Ramla severovýchodně odtud žije cca dvacetiprocentní menšina izraelských Arabů.
Necer Sereni je na dopravní síť napojen pomocí silnice dálničního typu číslo 431, která byla dokončena počátkem 21. století a míjí vesnici na severní straně. Na západě zároveň poblíž kibucu vede železniční trať z Lodu do Ašdodu a Aškelonu.

## Dějiny

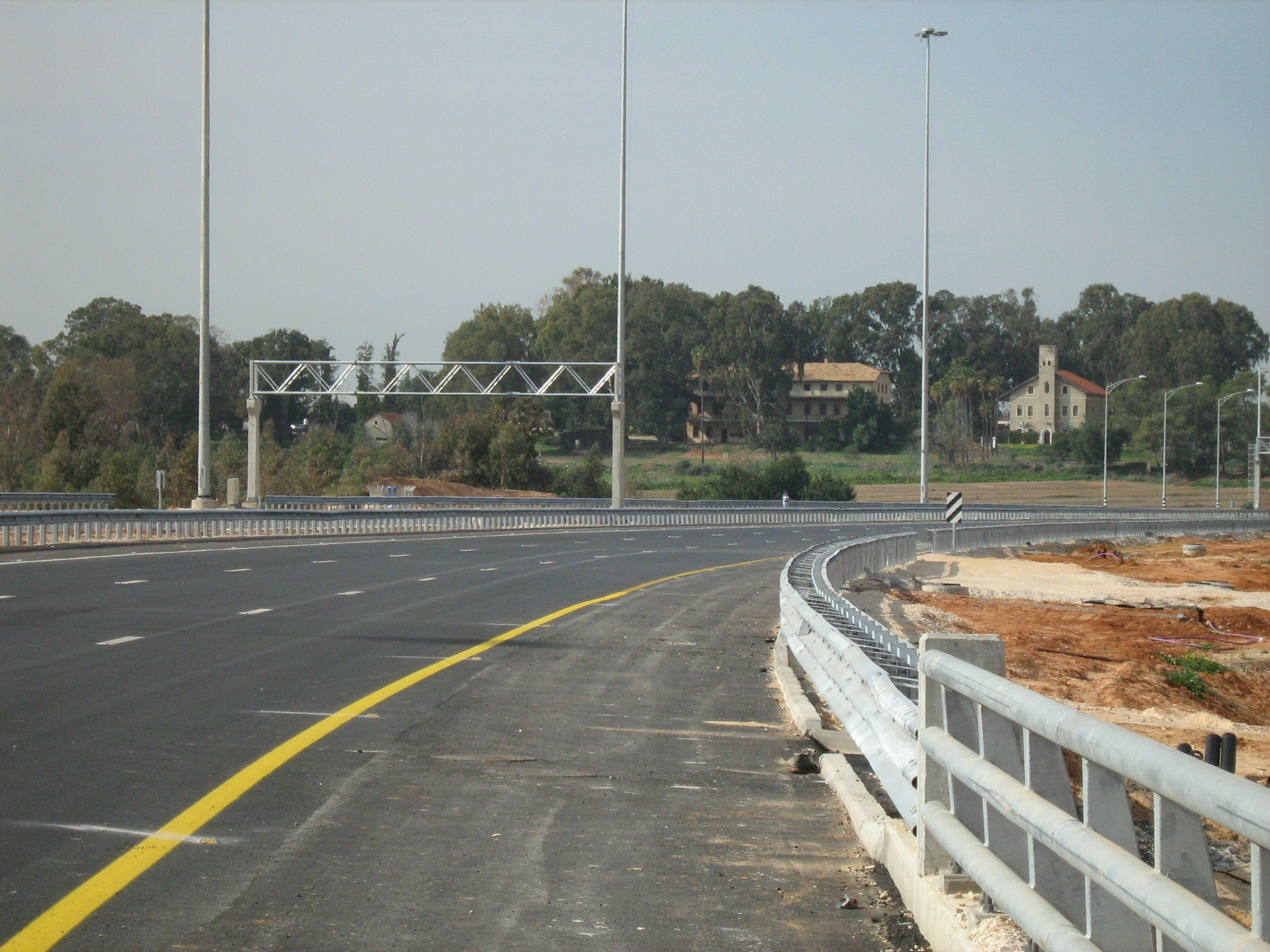
Silnice číslo 431 poblíž Necer Sereni

Necer Sereni byl založen v roce 1948 na místě vysídlené arabské vesnice Bir Salim, jež tu stávala až do války za nezávislost roku 1948. Roku 1945 měla Bir Salim 410 obyvatel a několik desítek domů. Počátkem války byla tato oblast v květnu 1948 ovládnuta židovskými silami a arabské osídlení zde skončilo. Zástavba vesnice pak byla převážně zbořena s výjimkou objektu vodního nádrže, dodnes funkční. Na místě opuštěného Bir Salim se během krátké doby usadili Židé.
Zakladateli kibucu Necer Sereni byla skupina Židů, kteří přežili holokaust. Mezi prvními osadníky byla i skupina Židů z Německa nazvaná Kibuc Buchenwald. Současné jméno získal roku 1950. Je připomínkou italského sionisty Enza Sereniho, který se za druhé světové války účastnil protifašistického odboje v Evropě. Roku 1952 populaci v Necer Sereni posílil příchod skupiny osadníků z kibucu Giv'at Brenner, kteří se sem uchýlili po ideologickém rozkolu ve svém původním bydlišti. Právě v Giv'at Brenner před svým výsadkem do Evropy pobýval Enzo Sereni.
Původně zaujímal kibuc plochu 5600 dunamů (5,6 kilometrů čtverečních). V současnosti je správní území obce menší. Místní ekonomika je založena převážně na zemědělství (polní plodiny, citrusy, vinice a chov drůbeže), jehož význam ale klesá. Kromě toho tu funguje i průmysl. V roce 2000 prošel kibuc privatizací, po níž se zbavil většiny prvků kolektivismu.
Ve vesnici stojí od roku 1965 pomník obětem holokaustu od sochařky Batji Lišanské. Funguje tu plavecký bazén, mateřská škola, knihovna, obchod a zdravotní ordinace. Stojí tu i budova kdysi využívaná jako velitelský post britského vojevůdce Edmunda Allenbyho, nyní sloužící jako restaurace.

## Demografie
Podle údajů z roku 2014 tvořili naprostou většinu obyvatel v Necer Sereni Židé (včetně statistické kategorie "ostatní", která zahrnuje nearabské obyvatele židovského původu ale bez formální příslušnosti k židovskému náboženství).
Jde o menší obec vesnického typu s dlouhodobě rostoucí populací. K 31. prosinci 2014 zde žilo 687 lidí. Během roku 2014 populace stoupla o 0,7 %.
| Rok            | 1961 | 1972 | 1983 | 1995 | 2001 | 2003 | 2004 | 2005 | 2006 | 2007 | 2008 | 2009 | 2010 | 2011 | 2012 | 2013 | 2014 |
| -------------- | ---- | ---- | ---- | ---- | ---- | ---- | ---- | ---- | ---- | ---- | ---- | ---- | ---- | ---- | ---- | ---- | ---- |
| Počet obyvatel | 588  | 509  | 583  | 507  | 502  | 516  | 523  | 517  | 534  | 559  | 587  | 673  | 675  | 662  | 675  | 682  | 687  |